# Herencia (film)
Herencia è  un film argentino del 2001 scritto e diretto da Paula Hernández.

## Trama
Il ventiquattrenne tedesco Peter, entrando in un ristorante di Buenos Aires, conosce l'irascibile sessantenne Olinda, proprietaria del locale. La donna, immigrata dall'Italia dopo la seconda guerra mondiale, stringe col ragazzo un'inattesa amicizia basata sui motivi sentimentali per cui entrambi si sono trasferiti in Argentina.

## Produzione
Il film fu scritto e diretto da Paula Hernández e rappresentò il primo lungometraggio della regista, che per la realizzazione si ispirò allo stile di Eduardo Mignogna, di cui era stata in passato assistente.
Per Paula Hernández, che proveniva dal mondo degli spot pubblicitari e aveva girato solo cortometraggi, il film rappresentò l'occasione con cui si fece conoscere dal grande pubblico e apprezzare dalla critica, che la elesse tra le promesse del nuovo cinema argentino.
La pellicola venne girata in un periodo di crisi del cinema nazionale; intervistata al riguardo vent'anni dopo, la regista ricordò: "Quel film era quasi come la luce nella tempesta. Mi chiedevo chi sarebbe andato a vedere un film che parlava dell'argentinità e del rimanere e avere un posto, e qualcuno che ha deciso di abitare questa terra, quando tutti volevano lasciare questo paese. Questo ha dato al film una scintilla di speranza. E ha funzionato molto bene". La sceneggiatura venne scritta dopo la morte della nonna di Paula Hernández, Ernesta, anche lei immigrata dopo la guerra come la protagonista del film.
La pellicola rappresentò altresì la prima occasione in cui Rita Cortese, attrice dalla lunga carriera in ruoli prevalentemente secondari, ottenne un ruolo da protagonista assoluta.
Riguardo alla scelta di Rita Cortese per il personaggio di Olinda, la regista dichiarò: "Ricordo la prima volta che sono andato a trovarla per lasciarle il copione. All'improvviso vidi i suoi piedi scendere le scale del Teatro San Martín, fino a quando non fu presente tutto il suo corpo. Così mi sono detta: «Spero che dica di sì perché ora sarà molto difficile per me offrirlo a qualcun altro»".
L'attore che interpreta il giovane Peter non conosceva una parola di spagnolo prima delle riprese del film. La regista affermò di averlo scelto appositamente affinché fosse credibile nel ruolo di uno straniero.
Il ruolo di Federico era stato originariamente scritto per Federico Luppi, che dovette rinunciare al film per altri impegni lavorativi e fu sostituito da Martín Adjemián.
Fu presentato in anteprima al Festival cinematografico internazionale di Mosca 2001 e prese parte anche al BFI London Film Festival del 2003.

## Accoglienza
Il film venne accolto favorevolmente da pubblico e critica e si aggiudicò molti riconoscimenti, tra cui il Premio Ópera dell'Istituto Nazionale di Cinema e Arti Audiovisive in Argentina.
Sulla rivista FilaSiete, Mónica Iglesias scrisse: "Ci sono molti modi per generare emozioni e Herencia opta per la spontaneità del quotidiano credibile. Si rinuncia alla lacrima facile ma non all'emozione fornita da interpretazioni piene di freschezza che danno vita a esseri che sono combattuti tra sogni e realtà di cui sono proprietari. Meno prolisso e distensivo di altri titoli argentini recenti, Herencia gode di un'attenta fotografia che ricrea molto bene il quartiere di Buenos Aires che sarà teatro di un viaggio iniziatico – uno schema narrativo usato mille volte dal cinema – che la mano di Hernández dirige con disinvoltura e grazia".
Il critico di Aceprensa Jerónimo José Martín lodò la pellicola scrivendo: "Oltre a una sceneggiatura dettagliata, chiara rispetto all'evoluzione dei personaggi, Paula Hernández offre una messa in scena solida, attraente nel suo sobrio realismo. La attraversano attori accattivanti, tra i quali spicca Rita Cortese. Essi danno verosimiglianza all'emozionante apologia della solidarietà proposta dal film, saldamente basata su una visione accurata del dramma della solitudine, della grandezza dell'amicizia e del bisogno di integrazione multiculturale in un mondo in cui siamo tutti cittadini e stranieri".
Su Página/12 Horacio Bernades apprezzò il film sostenendo: "L'esordiente Paula Hernández sa quello che vuole raccontare, lo fa con delicatezza e sensibilità, e non c'è un solo ambito che registri una nota falsa, dalle performance alla direzione artistica, alla musica e alla fotografia".
Adolfo C. Martínez, critico de La Nación, dedicò una recensione positiva alla pellicola, definendola: "un'esplorazione del senso di appartenenza, un esercizio di tracciamento dell'identità, un grido d'amore e uno sguardo delicato sulla deterritorializzazione".
Nel volume Un diccionario de films argentinos II 1996-2002, Manrupe e Portela lo descrissero come: "Un piccolo lavoro da camera, con una buona resa del protagonista, tutte le concessioni dei parametri industriali e per una volta uno sguardo all'esilio non volontario [...] Narrato con calore e cura, ben recitato, si distingue per la sua sensibilità, nonostante l'irrealtà di quel quartiere idealizzato".

## Riconoscimenti
- 2001 - Festival cinematografico internazionale di Mosca
  - Candidatura al San Giorgio d'Oro a Paula Hernández

- 2001 - Amiens International Film Festival
  - Premio del pubblico al miglior film
  - Miglior attrice a Rita Cortese

- 2001 - Ourense Independent Film Festival
  - Premio del pubblico a Paula Hernández
  - Miglior attrice a Rita Cortese

- 2001 - Viña del Mar International Film Festival
  - Grand Paoa a Paula Hernández
  - Miglior attrice a Rita Cortese

- 2002 - Premio Clarín
  - Migliore attrice cinematografica a Rita Cortese

- 2002 - Miami Latin Film Festival
  - Airone d'Oro per il miglior film
  - Menzione speciale a Rita Cortese

- 2003 - Condor d'argento
  - Migliore opera prima a Paula Hernández
  - Migliore attrice protagonista a Rita Cortese
  - Migliore attrice non protagonista a Julieta Díaz
  - Candidatura al miglior regista a Paula Hernández
  - Candidatura alla migliore sceneggiatura originale a Paula Hernández
  - Candidatura al miglior attore non protagonista a Martín Adjemián
  - Candidatura al miglior montaggio a Rosario Suárez
  - Candidatura al miglior sonoro a Omar Jadur e David Mantecón